# Демографија Београда
Према попису из 2011. године Град Београд има следећи етнички састав становништва:
Према резултатима пописа је и састав становништва према религиозном изјашњавању изразито хомоген: